# Гавронкі (Нижньосілезьке воєводство)
Гавронкі (пол. Gawronki, нім. Klein Gaffron) — село в Польщі, у гміні Рудна Любінського повіту Нижньосілезького воєводства.
У 1975—1998 роках село належало до Легницького воєводства.